# La Légende de Tarzan et Jane
Série
Tarzan 2
(2005)
Pour plus de détails, voir Fiche technique et Distribution.
La Légende de Tarzan et Jane ou Tarzan et Jane au Québec (Tarzan & Jane en VO) est un long-métrage d'animation des studios Disney basé sur Tarzan et sorti directement en vidéo le 23 juillet 2002. Il est en fait constitué de trois épisodes de la série télévisée La Légende de Tarzan (2001) liés par des séquences inédites.
La seule chanson originale du film, Singing To The Song Of Life, est interprétée par Mandy Moore.

## Synopsis
Afin de souligner leur premier anniversaire de mariage, Jane compte organiser une belle fête surprise pour Tarzan. Toutefois, Tantor et Tok essaient de la dissuader en lui remémorant trois aventures qui leur sont arrivées lors de cette première année dans la jungle.

## Fiche technique
- Titre original : Tarzan & Jane
- Titre français : La Légende de Tarzan et Jane
- Réalisation : Victor Cook et Steve Loter
- Scénario : Mirith J. Colao, John Behnke, Rob Humphrey, Jim Peterson et Jess Winfield
- Producteur : Steve Loter
- Musique : Howard Shore, Don Harper et Dave Metzger
- Montage : John Royer
- Société de production : Walt Disney Television Animation
- Société de distribution : Buena Vista Home Entertainment
- Format : Couleurs - 1,66:1 - Dolby Stéréo
- Durée : 70 minutes
- Langue : anglais
- Dates de sortie:  États-Unis : 23 juillet 2002 France : 3 juillet 2002

## Distribution

### Voix originales
- Michael T. Weiss : Tarzan
- Olivia d'Abo : Jane Porter
- April Winchell : Terk
- Jim Cummings : Tantor et Merkus
- John O'Hurley : Johannes Niels
- Jeff Bennett : Prof. Archimède Q. Porter et Robert (Bobby) Canler
- Alexis Denisof : Nigel Taylor
- Grey DeLisle-Griffin : Greenly
- Nicollette Sheridan : Eleanor
- Tara Strong : Hazel
- René Auberjonois : Renard Dumont

### Voix françaises
- Emmanuel Jacomy : Tarzan
- Juliette Degenne : Jane Porter
- Henri Labussière : Professeur Archimedes Quincy Porter
- Isabelle Leprince : Tok
- Boris Rehlinger : Tantor
- Frédérique Tirmont : Kala
- Nicolas Marié  : Renard Dumont
- Lionel Tua : Niels
- Christian Pélissier : Merkus
- Josiane Pinson : Eleanor
- Béatrice Bruno : Hazel
- Guillaume Orsat : Robert "Bobby"
- Virginie Méry : Greenley
- Bruno Dubernat : voix additionnelles et le singe (voix de créature)
- Karine Costa : Soliste L'ocean de la vie
- Patrick Guillemin : Nigel Taylor

### Voix québécoises
- Denis Roy : Tarzan
- Julie Burroughs : Jane
- Serge Bossac : Archimède Porter
- Marie-Andrée Corneille : Terk
- Pierre Verville : Tantor
- Anne Bédard : Eleanor
- Christine Séguin : Greenly
- Natalie Hamel-Roy : Hazel
- Benoit Rousseau : Johannes Niels
- Alain Sauvage : Merkus
- Luis De Cespedes : Renard Dumont
- Daniel Picard : Robert (Bobby) Canler
- Gilbert Lachance : Nigel Taylor
- Marie-Josée Gagnon : Soliste La chanson de la vie
- Catherine Léveillé, Monique Fauteux, Julie Leblanc, Luc Campeau et José Paradis : Chœurs